# Himmerland Rundt 2015
La 5e édition du Himmerland Rundt a eu lieu le 2 mai 2015. La course fait partie du calendrier UCI Europe Tour 2015 en catégorie 1.2.
L'épreuve a été remportée par le Néerlandais Wim Stroetinga (Parkhotel Valkenburg) qui s'impose lors d'un sprint massif respectivement devant le Danois Asbjørn Kragh Andersen (Trefor-Blue Water) et son compatriote Johim Ariesen (Metec-TKH-Mantel).

## Présentation
La course est précédée la veille par le Grand Prix Viborg et le lendemain par Skive-Løbet.

### Parcours
Le parcours long de 190 kilomètres se déroule autour de la ville d'Aars. La première boucle se déroule au sud-est de la commune, puis les coureurs empruntent une seconde boucle au sud, puis effectuent une troisième boucle au nord-est ; enfin, ils terminent par six tours d'un circuit local à parcourir dans le sens horaire.

### Équipes
Classé en catégorie 1.2 de l'UCI Europe Tour, le Himmerland Rundt est par conséquent ouvert aux équipes continentales professionnelles danoises, aux équipes continentales, aux équipes nationales et aux équipes régionales et de clubs.
Trente-deux équipes participent à cet Himmerland Rundt - treize équipes continentales et dix-neuf équipes régionales et de clubs :
| Équipes continentales    | Équipes continentales | Équipes continentales |
| Nom de l'équipe          | Pays                  | Code                  |
| ------------------------ | --------------------- | --------------------- |
| Almeborg-Bornholm        | Danemark              | ABB                   |
| Alpha Baltic-Maratoni.lv | Lettonie              | ALB                   |
| ColoQuick                | Danemark              | TCQ                   |
| Coop-Øster Hus           | Norvège               | COH                   |
| FixIT.no                 | Norvège               | FIX                   |
| Metec-TKH-Mantel         | Pays-Bas              | MET                   |
| Parkhotel Valkenburg     | Pays-Bas              | PCV                   |
| Rad-net Rose             | Allemagne             | RNR                   |
| Ringeriks-Kraft          | Norvège               | KRA                   |
| Riwal Platform           | Danemark              | RIW                   |
| Sparebanken Sør          | Norvège               | TSS                   |
| Tre Berg-Bianchi         | Suède                 | TTB                   |
| Trefor-Blue Water        | Danemark              | TBW                   |

| Équipes régionales et de clubs | Équipes régionales et de clubs | Équipes régionales et de clubs |
| Nom de l'équipe                | Pays                           | Code                           |
| ------------------------------ | ------------------------------ | ------------------------------ |
| ABC Elite                      | Danemark                       |                                |
| Argon 18 Scandinavia           | Suède                          |                                |
| Asker CK Elite                 | Norvège                        |                                |
| Bliz-Merida                    | Suède                          |                                |
| CK Hymer                       | Suède                          |                                |
| Distrikt Sjælland              | Danemark                       |                                |
| Finnfalz-Rush Racing           | Finlande                       |                                |
| Frederikshøj CC                | Danemark                       |                                |
| Jutlander Bank                 | Danemark                       |                                |
| Kristiansands CK               | Norvège                        |                                |
| Ltech                          | Danemark                       |                                |
| Motala AIF CK                  | Suède                          |                                |
| Odder CK                       | Danemark                       |                                |
| Randers CK 1910                | Danemark                       |                                |
| Soigneur-FBL                   | Danemark                       |                                |
| Trondheim CK                   | Norvège                        |                                |
| Upsala CK                      | Suède                          |                                |
| Webike-CK Aarhus               | Danemark                       |                                |
| WV de IJsselstreek             | Pays-Bas                       |                                |

### Règlement de la course

#### Primes
Les vingt prix sont attribués suivant le barème de l'UCI,. Le total général des prix distribués est de 6 010 €.
| Position | 1er     | 2e      | 3e    | 4e    | 5e    | 6e    | 7e    | 8e    | 9e    | 10e à 20e |
| Prix     | 2 425 € | 1 210 € | 607 € | 305 € | 240 € | 180 € | 180 € | 118 € | 118 € | 57 €      |

## Classements

### Classement final
Le Néerlandais Wim Stroetinga (Parkhotel Valkenburg) remporte la course en parcourant les 190 kilomètres en 4 h 28 min 30 s à la vitesse moyenne de 42,458 km/h. Il s'impose lors d'un sprint massif respectivement devant le Danois Asbjørn Kragh Andersen (Trefor-Blue Water) et son compatriote Johim Ariesen (Metec-TKH-Mantel).
| Classement final | Classement final       | Classement final | Classement final     | Classement final   |
|                  | Coureur                | Pays             | Équipe               | Temps              |
| ---------------- | ---------------------- | ---------------- | -------------------- | ------------------ |
| 1er              | Wim Stroetinga         | Pays-Bas         | Parkhotel Valkenburg | en 4 h 28 min 30 s |
| 2e               | Asbjørn Kragh Andersen | Danemark         | Trefor-Blue Water    | m.t                |
| 3e               | Johim Ariesen          | Pays-Bas         | Metec-TKH-Mantel     | m.t                |
| 4e               | Nicolai Brøchner       | Danemark         | Riwal Platform       | m.t                |
| 5e               | Morten Øllegård        | Danemark         | Riwal Platform       | m.t                |
| 6e               | Håvard Blikra          | Norvège          | Coop-Øster Hus       | m.t                |
| 7e               | Marcus Svensson        | Suède            | Argon 18 Scandinavia | m.t                |
| 8e               | Rune Almindsø          | Danemark         | ColoQuick            | m.t                |
| 9e               | Pierre Moncorgé        | France           | Bliz-Merida          | m.t                |
| 10e              | Niklas Gustavsson      | Suède            | Tre Berg-Bianchi     | m.t                |
| modifier         |                        |                  |                      |                    |

### UCI Europe Tour
Ce Himmerland Rundt attribue des points pour l'UCI Europe Tour 2015, par équipes seulement aux coureurs des équipes continentales professionnelles et continentales, individuellement à tous les coureurs sauf ceux faisant partie d'une équipe ayant un label WorldTeam.
| Position,          | 1er | 2e | 3e | 4e | 5e | 6e | 7e | 8e |
| Classement général | 40  | 30 | 16 | 12 | 10 | 8  | 6  | 3  |

## Liste des participants
- Liste de départ complète